# Heliconia rigida
Heliconia rigida är en enhjärtbladig växtart som beskrevs av Abalo och G.Morales. Heliconia rigida ingår i släktet Heliconia och familjen Heliconiaceae. Inga underarter finns listade.